# 宗参寺
宗参寺（そうさんじ）は、東京都新宿区弁天町にある曹洞宗の寺院。

## 歴史
同寺は、天文12年（1543年）に没した牛込重行（法号:宗参）の墓所を、息子の牛込勝行が造ったことに始まる。
牛込氏は、元は上野国（現在の群馬県）の領主で、室町時代に後北条氏の家臣となり現在の光照寺に牛込城を築き、牛込地域を領した。その後、徳川家康に仕えて幕末まで旗本として続いている。
宗参寺は、江戸時代には朱印地として寺領10石を拝領した。
同寺内には牛込氏累代の墓があり、東京都史跡に指定されている（1924年指定）。
また、江戸時代の兵学者・儒学者の山鹿素行の墓もあり、こちらは国の史跡になっている（1943年指定）
。

## 主な施設

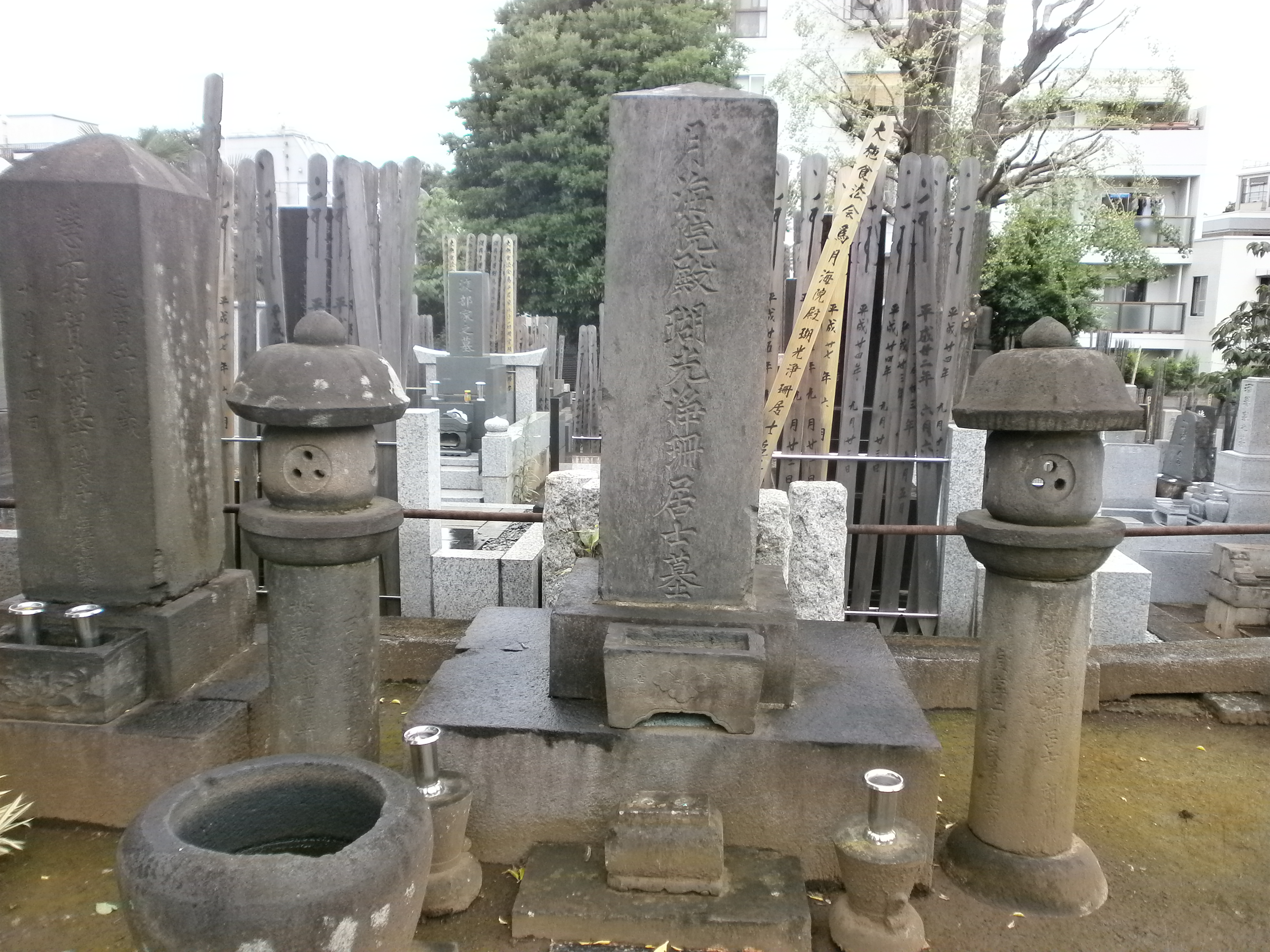
山鹿素行の墓

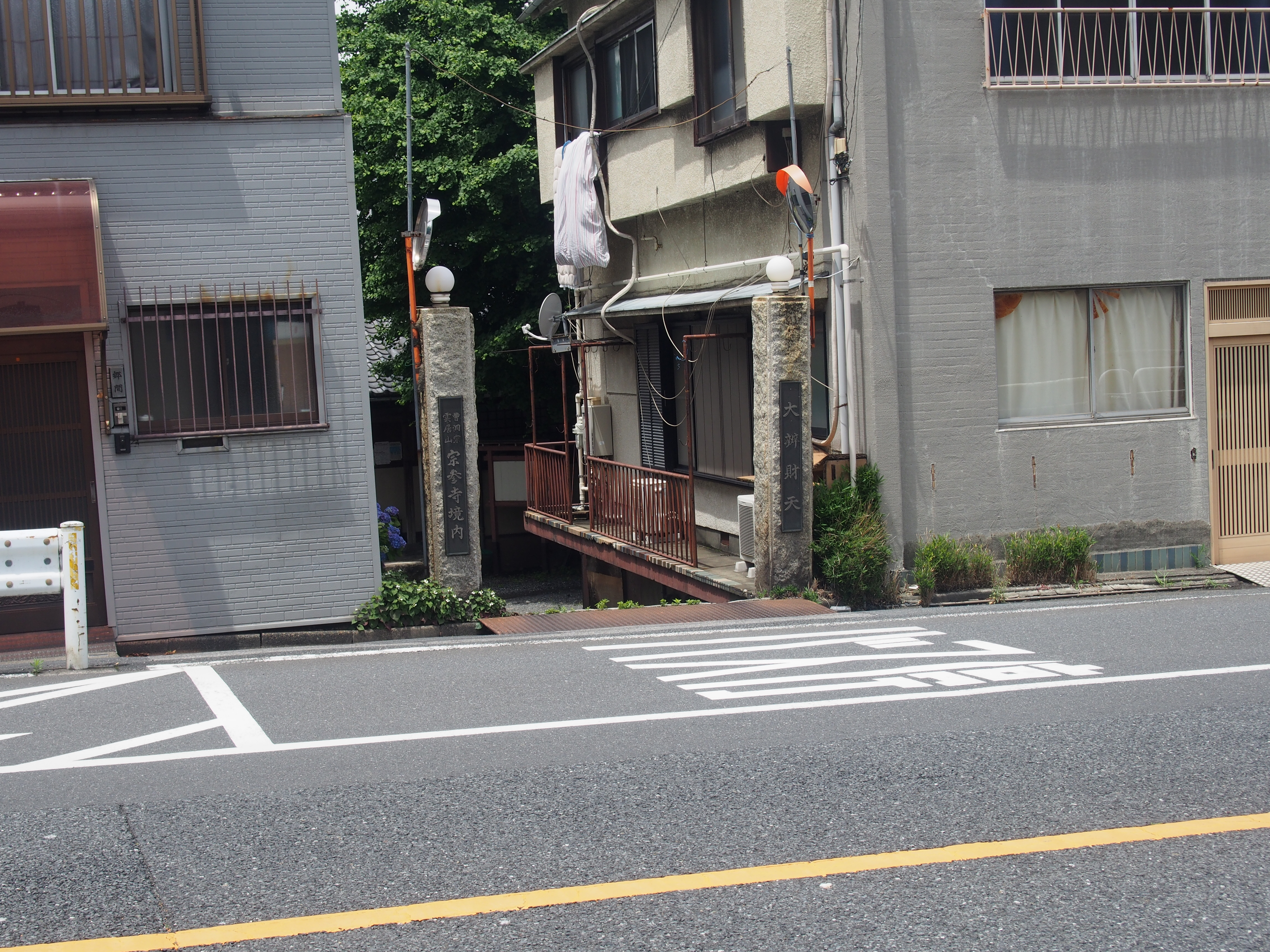
飛地境内である辯天堂

- 本堂
- 墓地（牛込氏の墓、山鹿素行の墓）

## アクセス
- 東京メトロ東西線・早稲田駅から徒歩10分